# Fédération internationale des ingénieurs-conseils
La Fédération internationale des ingénieurs-conseils (aussi connue sous l’acronyme FIDIC) ou International Federation of Consulting Engineers est une organisation internationale pour l'industrie. Elle a été fondée à Gand en 1913 par trois pays en tout ou partie francophone : la Belgique, la France et la Suisse.
Elle a pour vocation de défendre les intérêts des entreprises de l’ingénierie du bâtiment et aux questions relatives aux meilleures pratiques en matière d'ingénierie-conseil.

## Services
Son siège se situe dans le World Trade Center de Genève, en Suisse. La FIDIC ambitionne de représenter à un niveau mondial l'industrie du génie-conseil en promouvant les intérêts de sociétés fournissant des services intellectuels techniques pour la construction et l'environnement naturel. Elle travaille notamment à définir des conditions de contrat qui sont utilisées mondialement.
La Fédération CINOV fait partie des membres fondateurs de la FIDIC. On retrouve également parmi ses membres, la fédération Syntec.